# Hugo zu Schönburg-Waldenburg
Prinz Hugo zu Schönburg-Waldenburg (* 29. August 1822 in Waldenburg; † 9. Juni 1897 in Wiesbaden) war ein preußischer General der Infanterie, zudem Fideikommissherr auf Schloss Droyßig und Quesnitz sowie Besitzer der Herrschaft Szelejewo im Kreis Krotoschin. 

## Leben

### Herkunft
Hugo entstammte dem hochadeligen Haus Schönburg-Waldenburg. Seine Eltern waren Fürst Otto Victor zu Schönburg-Waldenburg (1785–1859) und Prinzessin Thekla von Schwarzburg-Rudolstadt (1795–1861). Der sächsische General der Kavallerie und Generaladjutant Georg von Schönburg-Waldenburg (1828–1900) war sein Bruder.

### Werdegang
Schönburg-Waldenburg absolvierte seine Schulbildung auf dem Pädagogium Halle, besuchte von 1843 bis 1845 die Universität Leipzig und anschließend bis 1847 die Universität Halle. 
Danach begann er 1847 seine Offizierslaufbahn in der preußischen Armee als dem 31. Infanterie-Regiment aggregierter Sekondeleutnant. Während der Badischen Revolution nahm er an den Gefechten bei Ladenburg und Steinmauern sowie an der Belagerung von Rastatt teil. 1850 wurde er in das Regiment einrangiert, wechselte à la suite 1851 zum 5. Ulanen-Regiment und avancierte 1853 zum Premierleutnant à la suite im 2. Infanterie-(Königs)-Regiment. Seine Beförderung zum Hauptmann erhielt er 1854. 1856 wurde er Kompaniechef beim I. Bataillon (Stettin) des 2. Landwehr-Regiments, wechselte in gleicher Funktion 1857 zum 1. Garde-Regiment zu Fuß und war dann von 1859 bis 1860 wieder in gleicher Funktion beim III. Bataillon (Graudenz) des 1. Garde-Landwehr-Regiments. Er stieg 1860 zum Major im Infanterie-Regiment (Nr. 66) auf, kehrte 1861 zum 1. Garde-Regiment zu Fuß zurück und wurde 1862 mit der Uniform dieses Regiments zu den Offizieren à la suite der Armee gestellt. 
1865 erhielt er den Charakter als Oberstleutnant. Ihm wurde 1870 die Erlaubnis erteilt, am Feldzug im Stab des Generalkommandos des VIII. Armee-Korps teilzunehmen. Er wurde aber für die weitere Dauer des mobilen Verhältnisses Kommandeur des 1. Garde-Grenadier-Landwehr-Regiments. Während des Kriegs nahm er an der Schlacht bei Gravelotte und den Belagerungen von Straßburg und Paris teil. Für letztere erhielt er das Eiserne Kreuz II. Klasse. Noch vor Kriegsende stieg er zum Oberst à la suite der Armee auf.
Er hatte 1875 den Charakter als Generalmajor, 1883 als Generalleutnant und 1893 als General der Infanterie. 
Schönburg-Waldenburg war von 1876 bis 1893 Kommendator der Provinzial-Sächsischen Genossenschaft des Johanniterordens, Inhaber des Großkreuzes des sächsisch-ernestinischen Hausordens (1881) und Ritter des Roten Adlerordens sowie des Kronenordens II. Klasse mit Stern.

### Familie
Hugo vermählte sich 1862 mit Prinzessin Christiane Hermine Amalie Luise Henriette Reuß älterer Linie (1840–1890), einer Tochter von Heinrich XX. Reuß-Greiz (1794–1859) und Caroline von Hessen-Homburg (1819–1872). Aus der Ehe sind vier Kinder hervorgegangen.
- Heinrich (1863–1945)

⚭ I. 1898 Prinzessin Olga zu Löwenstein-Wertheim-Freudenberg (1880–1961), 1920 geschieden
⚭ II. 1921 Prinzessin Adelheid zur Lippe-Biesterfeld (1884–1963), auf Droyßig
- Margarita (1864–1937) ⚭ 1888 Prinz Heinrich zu Schoenaich-Carolath (1852–1920)
- Emma (1865–1966)
- Elisabeth (1867–1943)